# Maua (Kenia)
Maua ist eine Stadt im Meru County in Kenia. Sie liegt auf 1500 m Höhe am Ende einer Asphaltstraße, etwa 200 km nordnordöstlich der Hauptstadt Nairobi.
Die methodistische Kirche betreibt in Maua ein Krankenhaus. Außerdem entstand unter gleicher Regie dort aus der Arbeit zu Gunsten verletzter sowie behinderter Kinder und Jugendlicher ein Disability Community Center.
In etwa 35 km Entfernung befindet sich der Meru-Nationalpark.